# Amorita
Amorita – miasto w Stanach Zjednoczonych, w stanie Oklahoma, w hrabstwie Alfalfa.